# 黃丞邦
黃丞邦（1997年4月4日—），原名黃學宏，臺灣，出生於宜蘭縣，被經紀公司發掘進入演藝圈後，先是拍攝了古道梅子綠茶，黑松沙士，寶島眼鏡等多隻廣告外。2021年通過由王小棣等八位導演共同創辦參與《茁劇場》好演員班甄選，成功入選正取生前10名，並進入好演員專業班進行戲劇相關課程訓練，接著同年因拍攝改編自編劇林珮瑜同名原作小說《奇蹟》的BL偶像劇前導片踏入戲劇圈而為人熟悉。。

## 戲劇作品

### 長篇劇集
| 年份   | 劇名                 | 角色     | 導演   | 播出平台                        |
| 2023年 | 《保留席位》         | 古勁     | 連玉喆 | Vidol                           |
| 2024年 | 《某某》             | 史雨     | 柳廣輝 | Netflix、GagaOOLala             |
| 2024年 | 《妮波自由式》       | 老炫男友 | 賴宇同 | Hami Video、MyVideo、friDay影音 |
| 2025年 | 《師大公園地下社會》 | 金毛     | 林正忠 |                                 |
| 2025年 | 《聰明鎮》           |          | 謝駿毅 | MyVideo                         |
| 2025年 | 《便利商店1999》     |          | 徐嘉凱 |                                 |
| 2025年 | 《我的神隊友》       |          |        |                                 |

### 短片/學生製片
| 年份   | 劇名                   | 角色   | 導演   | 播出平台 |
| 2021年 | 《奇蹟》               | 范哲睿 | 陳奕凱 |          |
| 2022年 | 《台北美人魚》         | 阿傑   | 林青穎 |          |
| 2023年 | 《真正的冠軍》         | 呂駿鴻 | 謝雅各 |          |
| 2023年 | 《遲暮》               | 阿晉   | 余沛諾 |          |
| 2023年 | 《他的戀人，他的愛人》 | 建宇   | 游珺婷 |          |
| 2023年 | 《漣漪》               | 阿傑   | 許子瑋 |          |
| 2024年 | 《遊戲開始－物理篇》   | 學長   | 曾大衡 |          |

### 廣告
| 年份   | 作品                                                    |
| 2021年 | 《亞立詩》《有你的日常-守護篇》                         |
| 2021年 | 《金車》《告五人 Safari Club》                          |
| 2021年 | 《必勝客》《威士忌牛排干貝比薩》                        |
| 2022年 | 《愛爾康》《水感男孩對的愛乾乾篇》                      |
| 2022年 | 《Match機能氣泡飲》《挑戰！Just B Ready》               |
| 2022年 | 《古道梅子綠茶》《散步篇(王淨代言)》                    |
| 2022年 | 《灣仔碼頭》《青花椒鱈魚餃》                            |
| 2022年 | 《黑松沙士》《夢想上路-烤飯糰篇》                       |
| 2022年 | 《Soundcore》《麋先生 心動的距離 不只看得見也可以聽到》 |
| 2022年 | 《寶島眼鏡》《第一季 極·舒適系列》                      |
| 2023年 | 《妮維雅》《96H超能研制爽汗系列》                       |
| 2023年 | 《保時捷》《The new Cayenne｜共馳新境》                 |
| 2023年 | 《全聯福利中心》                                        |

### 音樂錄影帶
| 年份   | 歌手              | 歌名               | 導演       | 備註 |
| 2021年 | 黃霆睿            | 《我們》           | 黃子然     |      |
| 2021年 | 黃霆睿            | 《來不及說再見》   | 陳奕凱     |      |
| 2021年 | 黃奕儒            | 《青空》           | Jizo、陳埃 |      |
| 2021年 | 張懷顥            | 《缺頁》           | 詹維峰     |      |
| 2021年 | Karencici         | 《花園裡的流星雨》 | 陳容寛     |      |
| 2024年 | 梁文音            | 《一首遺憾的歌》   | 彭道森     |      |
| 2025年 | 琳誼、怕胖團 閃亮 | 《純愛戰士》       | 馮于倫     |      |

## 外部連結
- 黃丞邦的Facebook專頁
- 黃丞邦的Instagram帳戶